# Таушкаси (Чебоксарський район)
Таушка́си (рос. Таушкасы, чув. Тавăшкасси) — присілок у складі Чебоксарського району Чувашії, Росія. Входить до складу Акулевського сільського поселення.
Населення — 109 осіб (2010; 86 у 2002).
Національний склад:
- чуваші — 99 %